# Heinrich Keil
Theodor Heinrich Gottfried Keil (Gressow, 25 maggio 1822 – Friedrichroda, 27 agosto 1894) è stato un filologo classico tedesco.

## Biografia
Fu genero dell'educatore Friedrich August Eckstein (1810-1885). 
Studiò filologia classica alle Università di Göttingen e Bonn, conseguendo il suo dottorato nel 1843 con una critica testuale sul poeta Properzio. Dal 1844 al 1846 studiò dei manoscritti conservati presso biblioteche italiane. Dopo il suo ritorno in Germania, divenne istruttore presso la Franckesche Stiftungen di Halle.
Nel 1859 fu nominato successore di Carl Friedrich Nägelsbach come professore di filologia classica all'Università di Erlangen. Nel 1869 divenne professore ordinario di filologia classica all'Università di Halle come successore di Theodor Bergk.

## Opere
- Obseruationes criticae in Propertium, 1843.
- Observationum criticarum in Catonis et Varronis de re rustica libros caput secundum, 1848.
- Analecta grammatica, 1848.
- Observationes criticae in Catonis et Varronis De re rvstica libros accedit Epimetrvm criticvm, 1849.
- Grammatici latini, 1855–80: vol. 1, vol. 2, vol. 3, vol. 4, vol. 5, vol. 6 part 1, vol. 6 part 2, vol. 7,
- Quaestiones grammaticae, 1860.
- Henrici Keilii De libris manu scriptis Catonis de agri cultura disputatio.
- Henrici Keilii De Plinii epistulis emendandis disputatio, 1865-1866.[2]